# Tilt (banda)
Tilt é uma banda de punk rock fundada em 1979 na cidade de Varsóvia por Tomasz "Franz" Lipiński, também conhecido como Tomek Lipiński. São considerados uma das primeiras bandas punk da Polônia, apesar de se declararem pós-punk desde a fundação.

## Discografia

### Álbums
- Tilt (1988)
- Czad Kommando Tilt (1990)
- Rzeka miłości, koncert w Buffo '96 (1996)
- Emocjonalny terror (2002)
- Gwiazdy polskiej muzyki lat 80. (2007)
- TILT i Tomek Lipiński - przebojowa kolekcja DZIENNIKA (2007)

### Singles
- "Runął już ostatni mur" (1985)
- "Za zamkniętymi drzwiami (Widziałem cię)"(1985)
- "Mówię ci, że..." (1986)
- "Co się stało w tym kraju nad Wisłą?" (2002)